# Яунгулбенская волость
Я́унгулбенская волость (латыш. Jaungulbenes pagasts) — одна из четырнадцати территориальных единиц Гулбенского края Латвии. Находится в районе Гулбенского вала Алуксненской возвышенности и частично на Адзельском подъёме Восточнолатвийской низменности на северо-востоке страны.
Граничит с Тирзской, Галгаускской, Даукстской и Лигской волостями своего края, а также с Дзелзавской волостью Мадонского края.

## География
По территории волости протекают реки: Асарупе, Лиеде, Олене, Вийята.
Крупные водоёмы: озёра Ушуру и Силадзирнаву эзерс.
Наивысшая точка: 152,8 м.
Национальный состав: 92 % — латыши, 5 % — русские.
Волость пересекает автомобильная дорога Гулбене — Плявиняс и железнодорожная линия Плявиняс — Гулбене (железнодорожная станция Яунгулбене).

## Население
Наиболее крупные населённые пункты Яунгулбенской волости: Гулбитис (волостной центр), Яунгулбене, Абрава, Адулиена, Агруми, Каипи, Паури, Силадзирнавас.
По данным переписи населения Латвии 2011 года, из 1179 жителей Яунгулбенской волости латыши составили  93,72 % (1105 чел.), русские —  4,24 % (50 чел.), белорусы —  0,68 % (8 чел.), поляки —  0,59 % (7 чел.).

## История
На территории нынешней Яунгулбенской волости ранее находились Яунгулбенское поместье и 2 полупоместья — Гулбишское и Силадзирнавниекское. В 1864 году хоровой коллектив Яунгулбенской волости принимал участие в Первом латышском празднике песни. В XIX веке работала спичечная фабрика и 4 мельницы.
В 1935 году территория Яунгулбенской волости составляла 252 км², в ней проживало 4672 человека.
После Второй мировой войны были организованы 3 колхоза, позднее объединившиеся в колхоз «Яунгулбене», прекративший существование в 1994 году.
В 1945 году в Яунгулбенской волости Мадонского уезда были образованы Даукстский, Яунгулбенский, Лигский и Силтайский сельские советы. В 1949 году произошла отмена волостного деления и Яунгулбенский сельсовет Гулбенского уезда входил в состав Цесвайнского (1949—1956) и Гулбенского (после 1956) районов. В 1956 к Яунгулбенскому сельсовету был присоединён ликвидированный Адулиенский сельсовет.
В 1990 году Яунгулбенский сельсовет был реорганизован в волость. В 2009 году, по окончании латвийской административно-территориальной реформы, Яунгулбенская волость вошла в состав Гулбенского края.
На сегодняшний день в волости находятся 7 экономически активных предприятий, Гулбишская средняя школа, Яунгулбенское профессиональное училище, библиотека, Дом культуры, докторат, аптека, социальный центр отдыха, 2 почтовых отделения, лесное хозяйство.

## Известные люди
- Антра Лиедскалниня (1930—2000) — актриса